# Derby di Tunisi

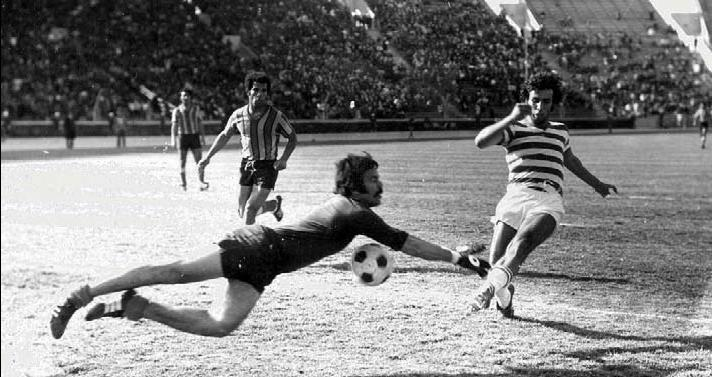
Il derby di Tunisia del 13 febbraio 1970 allo Stadio El Menzah.

Per derby di Tunisi si intende, in ambito calcistico, il derby tra le due principali squadre della città di Tunisi, il Club Africain e l'Espérance.
Il derby si gioca allo stadio Hammadi Agrebi, già noto come stadio olimpico di Radès, nei pressi della capitale, impianto con una capienza di 60 000 posti. Prima della costruzione di questo stadio, il derby veniva giocato allo Stadio El Menzah, che ha 45.000 posti.

## Storia
I derby tra il Club Africain e l'Espérance Sportive de Tunis (EST) iniziarono durante la stagione 1923-1924, quando il Club Africain raggiunse l'EST in seconda serie: il primo derby ufficiale, che si svolse il 23 marzo 1924 in occasione della quinta giornata del campionato di seconda serie, fu vinto dal Club Africain per 3-0. Il primo derby in Coppa di Tunisia, che si svolse il 10 ottobre 1926 al Vélodrome in occasione dei sedicesimi di finale del torneo, fu vinto dal Club Africain per 1-0. In Coppa di Tunisia sei derby si sono disputati prima dell'indipendenza del paese. Il bilancio è di una vittoria del Club Africain nel 1926, un pareggio e quattro vittorie dell'Espérance, di cui due in semifinale, nel 1939 e 1947-1948.
Le due squadre entrarono in competizione diretta nella primavera del 1933 e da allora hanno sempre giocato nella stessa divisione, con l'eccezione di una stagione. Ben presto emerge la contrapposizione tra un club cittadino e aristocratico, il Club Africain, saldamente legato alla roccaforte di Bab Jedid, e una squadra, l'Espérance, popolare tra le fasce sociali più basse, con sede a Bab Souika. Se questa visione è supportata dai dirigenti dei due club, i membri delle due società annoverano più beldi tra i propri ranghi. Al contrario, i giocatori del Club Africain hanno, da tempo immemorabile, origini sociali e geografiche molto varie, e vale lo stesso per i loro sostenitori. Le due squadre militano nella massima serie tunisina dal 1937-1938, con l'EST promosso in massima divisione alla fine della stagione 1935-1936 e il Club Africain che ha raggiunto i rivali l'anno dopo. Il primo derby nella massima serie ebbe luogo il 26 settembre 1937, alla seconda giornata del campionato 1937-1938, e terminò con un pareggio (1-1).
Il 13 novembre 1955 Mounir Kebaili segnò al 65º minuto di gioco il primo gol nella storia del derby di Tunisi dall'indipendenza del paese; il suo compagno di squadra Ridha Meddeb raddoppiò il vantaggio al 71º minuto, permettendo al Club Africain di battere per 2-0 l'Espérance. La partita fu interrotta all'85º minuto a seguito dell'abbandono del campo da parte dei giocatori di quest'ultima squadra. Nel 1969 i due club si incontrarono per la prima volta nella finale della Coppa di Tunisia: a prevalere, per 2-0, fu il Club Africain grazie ai gol di Abderrahmane Rahmouni e Tahar Chaibi. L'anno seguente, con il Club Africain che conduceva per 1-0 all'intervallo, i giocatori dell'Espérance decisero di non tornare in campo per il secondo tempo a seguito di un corner non concesso dall'arbitro al 41º minuto. La federcalcio tunisina dispose la ripetizione della partita, che vide la vittoria del Club Africain per 1-0.
Il 5 maggio 1985 il Club Africain vinse la partita per 5-1, causando la seconda sconfitta più larga dell'Espérance in un derby dopo il 5-2 subito nel 1978.
Nel 1995 con l'Espérance in vantaggio per 4-0 al 70º minuto, l'arbitro espulse il quarto giocatore del Club Africain e fermò la partita per forfeit.
Nel 2006, dopo una lunga lotta durata 120 minuti, ll'Espérance vinse ai tiri di rigore la finale della Coppa di Tunisia contro il Club Africain. Il 27 gennaio 2007, dopo nove anni senza vittorie, il Club Africain vinse il derby con un gol all'87º minuto di Moussa Pokong.
Il 1º maggio 2010, per la prima volta in campionato, il derby si giocò a porte chiuse.
La più lunga striscia di imbattibilità nel derby per il Club Africain si registrò tra le stagioni 1937-1938 e 1947-1948 (sette annate nell'arco di undici anni, con quattro stagioni non disputate a causa della seconda guerra mondiale). L'EST, dal canto suo, registrò una striscia di otto stagioni e mezza di imbattibilità nel derby tra la stagione 1998-1999 e la stagione 2006-2007.
Durante la stagione 2014-2015, il derby del girone di ritorno del campionato, decisivo per consentire alle due squadre della capitale di staccare in classifica l'Étoile du Sahel, si tenne il 12 maggio 2015. Definita "derby del secolo" da alcuni media tunisini, la partita si concluse con la vittoria per 1-0 del Club Africain, futuri campioni di questa stagione. Il 9 giugno 2019 il derby fu disputato per la prima volta lontano dalla capitale, a Monastir, a causa della chiusura dello Stadio Olimpico di Radès per manutenzione. La partita vide la vittoria dell'Espérance per 2-1.

## Risultati

### Campionato
Sono riportati di seguito i risultati del derby dalla stagione 1955-1956 a oggi.
| Stagione  | Casa                        | Risultato | Trasferta                   | Stadio                       |
| --------- | --------------------------- | --------- | --------------------------- | ---------------------------- |
| 1955-1956 | Club Africain               | 2 - 1     | Espérance Sportive de Tunis | Stadio Chedly-Zouiten        |
| 1955-1956 | Espérance Sportive de Tunis | 2 - 1     | Club Africain               | Stadio Chedly-Zouiten        |
| 1956-1957 | Espérance Sportive de Tunis | 3 - 0     | Club Africain               | Stadio Chedly-Zouiten        |
| 1956-1957 | Club Africain               | 1 - 1     | Espérance Sportive de Tunis | Stadio Chedly-Zouiten        |
| 1957-1958 | Espérance Sportive de Tunis | 1 - 1     | Club Africain               | Stadio Chedly-Zouiten        |
| 1957-1958 | Club Africain               | 0 - 0     | Espérance Sportive de Tunis | Stadio Chedly-Zouiten        |
| 1958-1959 | Espérance Sportive de Tunis | 2 - 1     | Club Africain               | Stadio Chedly-Zouiten        |
| 1958-1959 | Club Africain               | 1 - 1     | Espérance Sportive de Tunis | Stadio Chedly-Zouiten        |
| 1959-1960 | Espérance Sportive de Tunis | 2 - 1     | Club Africain               | Stadio Chedly-Zouiten        |
| 1959-1960 | Club Africain               | 2 - 1     | Espérance Sportive de Tunis | Stadio Chedly-Zouiten        |
| 1960-1961 | Club Africain               | 1 - 2     | Espérance Sportive de Tunis | Stadio Chedly-Zouiten        |
| 1960-1961 | Club Africain               | 1 - 2     | Espérance Sportive de Tunis | Stadio Chedly-Zouiten        |
| 1961-1962 | Espérance Sportive de Tunis | 2 - 1     | Club Africain               | Stadio Chedly-Zouiten        |
| 1961-1962 | Club africain               | 0 - 2     | Espérance Sportive de Tunis | Stadio Chedly-Zouiten        |
| 1962-1963 | Espérance Sportive de Tunis | 0 - 0     | Club Africain               | Stadio Chedly-Zouiten        |
| 1962-1963 | Club africain               | 0 - 1     | Espérance Sportive de Tunis | Stadio Chedly-Zouiten        |
| 1963-1964 | Espérance Sportive de Tunis | 0 - 0     | Club Africain               | Stadio Chedly-Zouiten        |
| 1963-1964 | Espérance Sportive de Tunis | 2 - 0     | Club Africain               | Stadio Chedly-Zouiten        |
| 1964-1965 | Club Africain               | 1 - 1     | Espérance Sportive de Tunis | Stadio Chedly-Zouiten        |
| 1964-1965 | Espérance Sportive de Tunis | 1 - 1     | Club Africain               | Stadio Chedly-Zouiten        |
| 1965-1966 | Espérance Sportive de Tunis | 1 - 0     | Club Africain               | Stadio Chedly-Zouiten        |
| 1965-1966 | Club Africain               | 2 - 0     | Espérance Sportive de Tunis | Stadio Chedly-Zouiten        |
| 1966-1967 | Club Africain               | 1 - 1     | Espérance Sportive de Tunis | Stadio olimpico di El Menzah |
| 1966-1967 | Espérance Sportive de Tunis | 0 - 0     | Club Africain               | Stadio olimpico di El Menzah |
| 1967-1968 | Club Africain               | 1 - 2     | Espérance Sportive de Tunis | Stadio olimpico di El Menzah |
| 1967-1968 | Espérance Sportive de Tunis | 0 - 2     | Club Africain               | Stadio olimpico di El Menzah |
| 1968-1969 | Club Africain               | 0 - 1     | Espérance Sportive de Tunis | Stadio olimpico di El Menzah |
| 1968-1969 | Espérance Sportive de Tunis | 0 - 2     | Club Africain               | Stadio olimpico di El Menzah |
| 1969-1970 | Espérance Sportive de Tunis | 0 - 1     | Club Africain               | Stadio olimpico di El Menzah |
| 1969-1970 | Espérance Sportive de Tunis | 2 - 0     | Club africain               | Stadio olimpico di El Menzah |
| 1970-1971 | Club Africain               | 0 - 1     | Espérance Sportive de Tunis | Stadio olimpico di El Menzah |
| 1970-1971 | Espérance Sportive de Tunis | 0 - 0     | Club Africain               | Stadio olimpico di El Menzah |
| 1971-1972 | Club Africain               | 0 - 3     | Espérance Sportive de Tunis | Stadio olimpico di El Menzah |
| 1971-1972 | Espérance Sportive de Tunis | 0 - 0     | Club Africain               | Stadio olimpico di El Menzah |
| 1972-1973 | Club Africain               | 1 - 0     | Espérance Sportive de Tunis | Stadio olimpico di El Menzah |
| 1972-1973 | Espérance Sportive de Tunis | 2 - 0     | Club Africain               | Stadio olimpico di El Menzah |
| 1973-1974 | Club Africain               | 1 - 2     | Espérance Sportive de Tunis | Stadio olimpico di El Menzah |
| 1973-1974 | Espérance Sportive de Tunis | 2 - 0     | Club Africain               | Stadio olimpico di El Menzah |
| 1974-1975 | Club Africain               | 1 - 1     | Espérance Sportive de Tunis | Stadio olimpico di El Menzah |
| 1974-1975 | Espérance Sportive de Tunis | 1 - 2     | Club Africain               | Stadio olimpico di El Menzah |
| 1975-1976 | Club Africain               | 1 - 0     | Espérance Sportive de Tunis | Stadio olimpico di El Menzah |
| 1975-1976 | Espérance Sportive de Tunis | 0 - 1     | Club Africain               | Stadio olimpico di El Menzah |
| 1976-1977 | Espérance Sportive de Tunis | 1 - 1     | Club Africain               | Stadio olimpico di El Menzah |
| 1976-1977 | Club Africain               | 4 - 3     | Espérance Sportive de Tunis | Stadio olimpico di El Menzah |
| 1977-1978 | Espérance Sportive de Tunis | 0 - 0     | Club Africain               | Stadio olimpico di El Menzah |
| 1977-1978 | Club Africain               | 5 - 2     | Espérance Sportive de Tunis | Stadio olimpico di El Menzah |
| 1978-1979 | Espérance Sportive de Tunis | 0 - 1     | Club Africain               | Stadio olimpico di El Menzah |
| 1978-1979 | Club Africain               | 1 - 0     | Espérance Sportive de Tunis | Stadio olimpico di El Menzah |
| 1979-1980 | Espérance Sportive de Tunis | 0 - 0     | Club Africain               | Stadio olimpico di El Menzah |
| 1979-1980 | Club Africain               | 0 - 0     | Espérance Sportive de Tunis | Stadio olimpico di El Menzah |
| 1980-1981 | Espérance Sportive de Tunis | 1 - 1     | Club Africain               | Stadio olimpico di El Menzah |
| 1980-1981 | Club Africain               | 0 - 1     | Espérance Sportive de Tunis | Stadio olimpico di El Menzah |
| 1981-1982 | Espérance Sportive de Tunis | 1 - 1     | Club Africain               | Stadio olimpico di El Menzah |
| 1981-1982 | Espérance Sportive de Tunis | 2 - 0     | Club Africain               | Stadio olimpico di El Menzah |
| 1982-1983 | Club Africain               | 1 - 1     | Espérance Sportive de Tunis | Stadio olimpico di El Menzah |
| 1982-1983 | Club Africain               | 3 - 1     | Espérance Sportive de Tunis | Stadio olimpico di El Menzah |
| 1983-1984 | Espérance Sportive de Tunis | 0 - 0     | Club Africain               | Stadio olimpico di El Menzah |
| 1983-1984 | Club Africain               | 2 - 1     | Espérance Sportive de Tunis | Stadio olimpico di El Menzah |
| 1984-1985 | Club Africain               | 5 - 1     | Espérance Sportive de Tunis | Stadio olimpico di El Menzah |
| 1984-1985 | Espérance Sportive de Tunis | 1 - 0     | Club Africain               | Stadio olimpico di El Menzah |
| 1985-1986 | Club Africain               | 0 - 0     | Espérance Sportive de Tunis | Stadio olimpico di El Menzah |
| 1985-1986 | Espérance Sportive de Tunis | 2 - 1     | Club Africain               | Stadio olimpico di El Menzah |
| 1986-1987 | Club Africain               | 1 - 1     | Espérance Sportive de Tunis | Stadio olimpico di El Menzah |
| 1986-1987 | Espérance Sportive de Tunis | 1 - 1     | Club Africain               | Stadio olimpico di El Menzah |
| 1987-1988 | Club Africain               | 1 - 1     | Espérance Sportive de Tunis | Stadio olimpico di El Menzah |
| 1987-1988 | Espérance Sportive de Tunis | 0 - 0     | Club Africain               | Stadio olimpico di El Menzah |
| 1988-1989 | Club Africain               | 2 - 0     | Espérance Sportive de Tunis | Stadio olimpico di El Menzah |
| 1988-1989 | Espérance Sportive de Tunis | 2 - 0     | Club Africain               | Stadio olimpico di El Menzah |
| 1989-1990 | Espérance Sportive de Tunis | 4 - 2     | Club Africain               | Stadio olimpico di El Menzah |
| 1989-1990 | Club Africain               | 1 - 1     | Espérance Sportive de Tunis | Stadio olimpico di El Menzah |
| 1990-1991 | Club Africain               | 3 - 0     | Espérance Sportive de Tunis | Stadio olimpico di El Menzah |
| 1990-1991 | Espérance Sportive de Tunis | 0 - 0     | Club Africain               | Stadio olimpico di El Menzah |
| 1991-1992 | Club Africain               | 0 - 0     | Espérance Sportive de Tunis | Stadio olimpico di El Menzah |
| 1991-1992 | Espérance Sportive de Tunis | 1 - 2     | Club Africain               | Stadio olimpico di El Menzah |
| 1992-1993 | Club Africain               | 2 - 2     | Espérance Sportive de Tunis | Stadio olimpico di El Menzah |
| 1992-1993 | Espérance Sportive de Tunis | 2 - 1     | Club Africain               | Stadio olimpico di El Menzah |
| 1993-1994 | Club Africain               | 2 - 2     | Espérance Sportive de Tunis | Stadio olimpico di El Menzah |
| 1993-1994 | Espérance Sportive de Tunis | 2 - 0     | Club Africain               | Stadio olimpico di El Menzah |
| 1994-1995 | Club Africain               | 1 - 1     | Espérance Sportive de Tunis | Stadio olimpico di El Menzah |
| 1994-1995 | Espérance Sportive de Tunis | 4 - 0     | Club Africain               | Stadio olimpico di El Menzah |
| 1995-1996 | Club Africain               | 1 - 1     | Espérance Sportive de Tunis | Stadio olimpico di El Menzah |
| 1995-1996 | Espérance Sportive de Tunis | 0 - 0     | Club Africain               | Stadio olimpico di El Menzah |
| 1996-1997 | Club Africain               | 0 - 2     | Espérance Sportive de Tunis | Stadio olimpico di El Menzah |
| 1996-1997 | Espérance Sportive de Tunis | 1 - 0     | Club Africain               | Stadio olimpico di El Menzah |
| 1997-1998 | Club Africain               | 1 - 1     | Espérance Sportive de Tunis | Stadio olimpico di El Menzah |
| 1997-1998 | Espérance Sportive de Tunis | 1 - 2     | Club Africain               | Stadio olimpico di El Menzah |
| 1998-1999 | Club Africain               | 0 - 1     | Espérance Sportive de Tunis | Stadio olimpico di El Menzah |
| 1998-1999 | Espérance Sportive de Tunis | 4 - 0     | Club Africain               | Stadio olimpico di El Menzah |
| 1999-2000 | Espérance Sportive de Tunis | 4 - 0     | Club Africain               | Stadio olimpico di El Menzah |
| 1999-2000 | Club Africain               | 1 - 2     | Espérance Sportive de Tunis | Stadio olimpico di El Menzah |
| 2000-2001 | Espérance Sportive de Tunis | 2 - 0     | Club Africain               | Stadio olimpico di Radès     |
| 2000-2001 | Club Africain               | 1 - 1     | Espérance Sportive de Tunis | Stadio olimpico di Radès     |
| 2001-2002 | Espérance Sportive de Tunis | 3 - 0     | Club Africain               | Stadio olimpico di Radès     |
| 2001-2002 | Club Africain               | 1 - 2     | Espérance Sportive de Tunis | Stadio olimpico di Radès     |
| 2002-2003 | Espérance Sportive de Tunis | 2 - 0     | Club Africain               | Stadio olimpico di Radès     |
| 2002-2003 | Club Africain               | 0 - 1     | Espérance Sportive de Tunis | Stadio olimpico di Radès     |
| 2003-2004 | Espérance Sportive de Tunis | 0 - 0     | Club Africain               | Stadio olimpico di Radès     |
| 2003-2004 | Club Africain               | 1 - 1     | Espérance Sportive de Tunis | Stadio olimpico di Radès     |
| 2004-2005 | Espérance Sportive de Tunis | 1 - 1     | Club Africain               | Stadio olimpico di Radès     |
| 2004-2005 | Club Africain               | 2 - 2     | Espérance Sportive de Tunis | Stadio olimpico di Radès     |
| 2005-2006 | Espérance Sportive de Tunis | 2 - 0     | Club Africain               | Stadio olimpico di Radès     |
| 2005-2006 | Club Africain               | 1 - 2     | Espérance Sportive de Tunis | Stadio olimpico di Radès     |
| 2006-2007 | Espérance Sportive de Tunis | 1 - 1     | Club Africain               | Stadio olimpico di Radès     |
| 2006-2007 | Club Africain               | 1 - 0     | Espérance Sportive de Tunis | Stadio olimpico di Radès     |
| 2007-2008 | Club Africain               | 1 - 0     | Espérance Sportive de Tunis | Stadio olimpico di Radès     |
| 2007-2008 | Club Africain               | 1 - 0     | Espérance Sportive de Tunis | Stadio olimpico di Radès     |
| 2008-2009 | Espérance Sportive de Tunis | 2 - 2     | Club Africain               | Stadio olimpico di Radès     |
| 2008-2009 | Club Africain               | 3 - 0     | Espérance Sportive de Tunis | Stadio olimpico di Radès     |
| 2009-2010 | Espérance Sportive de Tunis | 1 - 1     | Club Africain               | Stadio olimpico di Radès     |
| 2009-2010 | Club Africain               | 0 - 0     | Espérance Sportive de Tunis | Stadio olimpico di Radès     |
| 2010-2011 | Espérance Sportive de Tunis | 2 - 2     | Club Africain               | Stadio olimpico di Radès     |
| 2010-2011 | Espérance Sportive de Tunis | 2 - 1     | Club Africain               | Stadio olimpico di Radès     |
| 2011-2012 | Club Africain               | 1 - 2     | Espérance Sportive de Tunis | Stadio olimpico di Radès     |
| 2011-2012 | Espérance Sportive de Tunis | 3 - 2     | Club Africain               | Stadio olimpico di Radès     |
| 2012-2013 | Club Africain               | 2 - 1     | Espérance Sportive de Tunis | Stadio olimpico di Radès     |
| 2012-2013 | Espérance Sportive de Tunis | 3 - 1     | Club Africain               | Stadio olimpico di Radès     |
| 2012-2013 | Espérance Sportive de Tunis | 1 - 0     | Club africain               | Stadio olimpico di Radès     |
| 2012-2013 | Espérance Sportive de Tunis | 1 - 0     | Club africain               | Stadio olimpico di Radès     |
| 2013-2014 | Club Africain               | 2 - 0     | Espérance Sportive de Tunis | Stadio olimpico di Radès     |
| 2013-2014 | Espérance Sportive de Tunis | 2 - 0     | Club Africain               | Stadio olimpico di Radès     |
| 2014-2015 | Espérance Sportive de Tunis | 2 - 2     | Club Africain               | Stadio olimpico di Radès     |
| 2014-2015 | Club Africain               | 1 - 0     | Espérance Sportive de Tunis | Stadio olimpico di Radès     |
| 2015-2016 | Club Africain               | 0 - 2     | Espérance Sportive de Tunis | Stadio olimpico di Radès     |
| 2015-2016 | Espérance Sportive de Tunis | 2 - 1     | Club Africain               | Stadio olimpico di Radès     |
| 2016-2017 | Espérance Sportive de Tunis | 1 - 1     | Club Africain               | Stadio olimpico di Radès     |
| 2016-2017 | Club Africain               | 1 - 0     | Espérance Sportive de Tunis | Stadio olimpico di Radès     |
| 2016-2017 | Espérance Sportive de Tunis | 2 - 1     | Club Africain               | Stadio olimpico di Radès     |
| 2016-2017 | Club Africain               | 0 - 2     | Espérance Sportive de Tunis | Stadio olimpico di Radès     |
| 2017-2018 | Espérance Sportive de Tunis | 1 - 0     | Club Africain               | Stadio olimpico di Radès     |
| 2017-2018 | Club Africain               | 2 - 1     | Espérance Sportive de Tunis | Stadio olimpico di Radès     |
| 2018-2019 | Espérance Sportive de Tunis | 2 - 1     | Club Africain               | Stadio Mustapha-Ben-Jennet   |
| 2018-2019 | Club Africain               | 2 - 1     | Espérance Sportive de Tunis | Stadio olimpico di Radès     |
| 2019-2020 | Espérance Sportive de Tunis | 2 - 1     | Club Africain               | Stadio Mustapha-Ben-Jennet   |
| 2019-2020 | Club Africain               | 0 - 0     | Espérance Sportive de Tunis | Stadio Hammadi Agrebi        |
| 2020-2021 | Espérance Sportive de Tunis | 1 - 0     | Club Africain               | Stadio Hammadi Agrebi        |
| 2020-2021 | Club Africain               | 1 - 1     | Espérance Sportive de Tunis | Stadio Hammadi Agrebi        |

### Coppa di Tunisia
| Stagione | Turno                | Casa                        | Risultato         | Trasferta                   | Stadio                       |
| -------- | -------------------- | --------------------------- | ----------------- | --------------------------- | ---------------------------- |
| 1965     | Quarti di finale     | Club Africain               | 1 – 0             | Espérance Sportive de Tunis | Stadio Chedly Zouiten        |
| 1966     | Quarti di finale     | Espérance Sportive de Tunis | 0 – 0             | Club Africain               | Stadio Chedly Zouiten        |
| 1966     | Quarti di finale (R) | Club Africain               | 2 – 0             | Espérance Sportive de Tunis | Stadio Chedly Zouiten        |
| 1967     | Quarti di finale     | Espérance Sportive de Tunis | 2 – 2             | Club Africain               | Stadio olimpico di El Menzah |
| 1967     | Quarti di finale (R) | Club Africain               | 1 – 0             | Espérance Sportive de Tunis | Stadio olimpico di El Menzah |
| 1969     | Final                | Club Africain               | 2 – 0             | Espérance Sportive de Tunis | Stadio olimpico di El Menzah |
| 1970     | Quarti di finale     | Espérance Sportive de Tunis | 1 – 1             | Club Africain               | Stadio olimpico di El Menzah |
| 1970     | Quarti di finale (R) | Club Africain               | 2 – 0             | Espérance Sportive de Tunis | Stadio olimpico di El Menzah |
| 1976     | Final                | Espérance Sportive de Tunis | 1 – 1             | Club Africain               | Stadio olimpico di El Menzah |
| 1976     | Final (R)            | Club Africain               | 0 – 0             | Espérance Sportive de Tunis | Stadio olimpico di El Menzah |
| 1980     | Final                | Espérance Sportive de Tunis | 2 – 0             | Club Africain               | Stadio olimpico di El Menzah |
| 1983     | Quarti di finale     | Club Africain               | 3 – 1             | Espérance Sportive de Tunis | Stadio olimpico di El Menzah |
| 1986     | Final                | Espérance Sportive de Tunis | 0 – 0 (4 - 1 dtr) | Club Africain               | Stadio olimpico di El Menzah |
| 1989     | Finale               | Espérance Sportive de Tunis | 2 – 0             | Club Africain               | Stadio olimpico di El Menzah |
| 1992     | Quarti di finale     | Club Africain               | 1 – 0             | Espérance Sportive de Tunis | Stadio olimpico di El Menzah |
| 1996     | Quarti di finale     | Espérance Sportive de Tunis | 1 – 0             | Club Africain               | Stadio olimpico di El Menzah |
| 1998     | Semifinale           | Club Africain               | 1 – 0             | Espérance Sportive de Tunis | Stadio olimpico di El Menzah |
| 1999     | Finale               | Espérance Sportive de Tunis | 2 – 1             | Club Africain               | Stadio olimpico di El Menzah |
| 2005     | Semifinale           | Espérance Sportive de Tunis | 4 – 0             | Club Africain               | Stadio olimpico di Radès     |
| 2006     | Finale               | Espérance Sportive de Tunis | 2 – 2 (5 - 4 dtr) | Club Africain               | Stadio olimpico di Radès     |
| 2008     | Ottavi di finale     | Club Africain               | 1 – 2             | Espérance Sportive de Tunis | Stadio olimpico di Radès     |
| 2016     | Finale               | Club Africain               | 0 – 2             | Espérance Sportive de Tunis | Stadio olimpico di Radès     |

### Supercoppa di Tunisia
| Stagione | Casa          | Risultato | Trasferta                   | Stadio                       |
| -------- | ------------- | --------- | --------------------------- | ---------------------------- |
| 1970     | Club Africain | 1 – 0     | Espérance Sportive de Tunis | Stadio olimpico di El Menzah |
| 1979     | Club Africain | 1 – 0     | Espérance Sportive de Tunis | Stadio olimpico di El Menzah |

### Coppa di Lega tunisina
| Stagione | Casa          | Risultato | Trasferta                   | Stadio                   |
| -------- | ------------- | --------- | --------------------------- | ------------------------ |
| 2007     | Club Africain | 1 – 2     | Espérance Sportive de Tunis | Stadio olimpico di Radès |
| 2007     | Club Africain | 0 – 2     | Espérance Sportive de Tunis | Stadio olimpico di Radès |